# Campeonato Carioca de Futebol - Série B2
A Quarta Divisão do Campeonato Carioca de Futebol, chamada de Série B2 a partir de 2021, é uma competição organizada pela FERJ.
Já recebeu o nome de Série C e Quarta Divisão. Depois de ser disputada entre 1994 e 2000, voltou a ser disputada em 2017.

## História
Originalmente a competição foi disputada entre 1994 e 2000, quando a quarta divisão foi extinta. Em 2014 a Ferj começou a realizar um torneio para as equipes que não estavam em nenhuma das três primeiras divisões, chamado de Torneio Amistoso. Apesar de ser considerado oficial, a competição não foi caracterizada como quarta divisão dado o exposto que ela não dava acesso a terceira divisão, então chamada de Série C. Em 2016, com o objetivo de tornar os times que disputavam o Torneio Amistoso aptos a subirem para a terceira divisão, a Ferj anunciou que em 2017 a Série B do Campeonato Carioca seria dividida em duas, Série B1, antiga Série B, e Série B2, antiga Série C. Com isso a Série C se tornou oficialmente a quarta divisão.  Em 2021, a FERJ resolveu extinguir a fase preliminar do Campeonato Carioca, criando uma nova divisão entre a Série A e a Série B1, denominada Série A2. Sendo assim, a Série B2 foi relegada ao quarto nível do futebol estadual.

## Sobre as edições

### Edições
| \| Ano \| Campeão \| Placar(es) \| Vice \| 3º lugar \| 4º lugar \| \| ------------- \| ------------------------------------------------ \| ------------------------------------------------ \| ------------------------------------------------ \| ------------------------------------------------ \| ------------------------------------------------ \| \| 1994 Detalhes \| Cardoso Moreira \| Pontos Corridos \| Jacarepaguá \| União \| Cosmos \| \| 1995 Detalhes \| Tio Sam \| Octogonal Final \| Belford Roxo \| Estrela da Serra \| Brasil Industrial \| \| 1996 Detalhes \| Vera Cruz \| Não Houve \| Cosmos \| Atlético São José \| XV de Novembro \| \| 1997 Detalhes \| Cosmos \| Não Houve \| Coelho da Rocha \| Cachoeirense \| União Central \| \| 1998 \| EC Anchieta \| Pontos Corridos \| Cruzeiro \| Búzios Verde \| São João de Meriti \| \| 1999 \| Desconhecido \| Desconhecido \| Desconhecido \| Desconhecido \| Desconhecido \| \| 2000 Detalhes \| Casimiro de Abreu \| Não Houve \| União Central \| Copacabana \| Taquaral \| \| 2001-2016 \| Não Realizado \| Não Realizado \| Não Realizado \| Não Realizado \| Não Realizado \| \| 2017 Detalhes \| Pérolas Negras \| 3 – 0 0 – 0 \| Campos \| Casimiro de Abreu \| 7 de Abril \| \| 2018 Detalhes \| Mageense \| 3 – 1 0 – 0 \| Profute Volantes \| Canto do Rio \| Campo Grande \| \| 2019 \| Ceres \| 0 – 0 3 – 2 \| Campo Grande \| Ação \| Teresópolis \| \| 2020 \| Cancelado por conta da pandemia de COVID-19. [5] \| Cancelado por conta da pandemia de COVID-19. [5] \| Cancelado por conta da pandemia de COVID-19. [5] \| Cancelado por conta da pandemia de COVID-19. [5] \| Cancelado por conta da pandemia de COVID-19. [5] \| \| 2021 Detalhes \| Paduano \| 3 – 1 2 – 1 \| Araruama \| Barra da Tijuca \| Ceres \| \| 2022 Detalhes \| Barra da Tijuca \| 2 – 0 2 – 1 \| Goytacaz \| Belford Roxo \| Rio de Janeiro \| \| 2023 Detalhes \| São Cristóvão \| 0 – 0 1 – 0 \| Belford Roxo \| Bonsucesso \| Zinzane \| \| 2024 Detalhes \| Campo Grande \| 2 – 0 2 – 1 \| Bonsucesso \| Niteroiense \| Carapebus \| |                                              |                                              |                                              |                                              |                                              |
| Ano | Campeão                                      | Placar(es)                                   | Vice                                         | 3º lugar                                     | 4º lugar                                     |
| 1994 Detalhes | Cardoso Moreira                              | Pontos Corridos                              | Jacarepaguá                                  | União                                        | Cosmos                                       |
| 1995 Detalhes | Tio Sam                                      | Octogonal Final                              | Belford Roxo                                 | Estrela da Serra                             | Brasil Industrial                            |
| 1996 Detalhes | Vera Cruz                                    | Não Houve                                    | Cosmos                                       | Atlético São José                            | XV de Novembro                               |
| 1997 Detalhes | Cosmos                                       | Não Houve                                    | Coelho da Rocha                              | Cachoeirense                                 | União Central                                |
| 1998 | EC Anchieta                                  | Pontos Corridos                              | Cruzeiro                                     | Búzios Verde                                 | São João de Meriti                           |
| 1999 | Desconhecido                                 | Desconhecido                                 | Desconhecido                                 | Desconhecido                                 | Desconhecido                                 |
| 2000 Detalhes | Casimiro de Abreu                            | Não Houve                                    | União Central                                | Copacabana                                   | Taquaral                                     |
| 2001-2016 | Não Realizado                                | Não Realizado                                | Não Realizado                                | Não Realizado                                | Não Realizado                                |
| 2017 Detalhes | Pérolas Negras                               | 3 – 0 0 – 0                                  | Campos                                       | Casimiro de Abreu                            | 7 de Abril                                   |
| 2018 Detalhes | Mageense                                     | 3 – 1 0 – 0                                  | Profute Volantes                             | Canto do Rio                                 | Campo Grande                                 |
| 2019 | Ceres                                        | 0 – 0 3 – 2                                  | Campo Grande                                 | Ação                                         | Teresópolis                                  |
| 2020 | Cancelado por conta da pandemia de COVID-19. | Cancelado por conta da pandemia de COVID-19. | Cancelado por conta da pandemia de COVID-19. | Cancelado por conta da pandemia de COVID-19. | Cancelado por conta da pandemia de COVID-19. |
| 2021 Detalhes | Paduano                                      | 3 – 1 2 – 1                                  | Araruama                                     | Barra da Tijuca                              | Ceres                                        |
| 2022 Detalhes | Barra da Tijuca                              | 2 – 0 2 – 1                                  | Goytacaz                                     | Belford Roxo                                 | Rio de Janeiro                               |
| 2023 Detalhes | São Cristóvão                                | 0 – 0 1 – 0                                  | Belford Roxo                                 | Bonsucesso                                   | Zinzane                                      |
| 2024 Detalhes | Campo Grande                                 | 2 – 0 2 – 1                                  | Bonsucesso                                   | Niteroiense                                  | Carapebus                                    |

## Títulos

### Por Equipe
| Clube              | Cidade                        | Títulos  | Vices    | Terceiro | Quarto   |
| ------------------ | ----------------------------- | -------- | -------- | -------- | -------- |
| Cosmos             | São Gonçalo                   | 1 (1997) | 1 (1996) | 0        | 1 (1994) |
| Campo Grande       | Rio de Janeiro                | 1 (2024) | 1 (2019) | 0        | 1 (2018) |
| Casimiro de Abreu  | Casimiro de Abreu             | 1 (2000) | 0        | 1 (2017) | 0        |
| Barra da Tijuca    | Rio de Janeiro                | 1 (2022) | 0        | 1 (2021) | 0        |
| Ceres              | Rio de Janeiro                | 1 (2019) | 0        | 0        | 1 (2021) |
| Cardoso Moreira    | Cardoso Moreira               | 1 (1994) | 0        | 0        | 0        |
| Tio Sam            | Niterói                       | 1 (1995) | 0        | 0        | 0        |
| Vera Cruz          | Angra dos Reis                | 1 (1996) | 0        | 0        | 0        |
| EC Anchieta        | Rio de Janeiro                | 1 (1998) | 0        | 0        | 0        |
| Pérolas Negras     | Paty do Alferes               | 1 (2017) | 0        | 0        | 0        |
| Mageense           | Magé                          | 1 (2018) | 0        | 0        | 0        |
| Paduano            | Santo Antônio de Pádua        | 1 (2021) | 0        | 0        | 0        |
| São Cristóvão      | Rio de Janeiro                | 1 (2023) | 0        | 0        | 0        |
| SE Belford Roxo    | Belford Roxo                  | 0        | 1 (2023) | 1 (2022) | 0        |
| Bonsucesso         | Rio de Janeiro                | 0        | 1 (2024) | 1 (2023) | 0        |
| União Central      | Rio de Janeiro                | 0        | 1 (2000) | 0        | 1 (1997) |
| Jacarepaguá        | Rio de Janeiro                | 0        | 1 (1994) | 0        | 0        |
| Belford Roxo       | Belford Roxo                  | 0        | 1 (1995) | 0        | 0        |
| Coelho da Rocha    | São João de Meriti            | 0        | 1 (1997) | 0        | 0        |
| Cruzeiro           | Niterói                       | 0        | 1 (1998) | 0        | 0        |
| Campos             | Campos dos Goytacazes         | 0        | 1 (2017) | 0        | 0        |
| Porfute Volantes   | Itaboraí                      | 0        | 1 (2018) | 0        | 0        |
| Araruama           | Araruama                      | 0        | 1 (2021) | 0        | 0        |
| Goytacaz           | Campos dos Goytacazes         | 0        | 1 (2022) | 0        | 0        |
| União              | Santa Maria Madalena          | 0        | 0        | 1 (1994) | 0        |
| Estrela da Serra   | Magé                          | 0        | 0        | 1 (1995) | 0        |
| São José           | São José do Vale do Rio Preto | 0        | 0        | 1 (1996) | 0        |
| Cachoeirense       | Cachoeiras de Macacu          | 0        | 0        | 1 (1997) | 0        |
| Búzios Verde       | Armação dos Búzios            | 0        | 0        | 1 (1998) | 0        |
| Copacabana         | Rio de Janeiro                | 0        | 0        | 1 (2000) | 0        |
| Canto do Rio       | Niterói                       | 0        | 0        | 1 (2018) | 0        |
| Ação               | Rio de Janeiro                | 0        | 0        | 1 (2019) | 0        |
| Niteroiense        | Niterói                       | 0        | 0        | 1 (2024) | 0        |
| Brasil Industrial  | Paracambi                     | 0        | 0        | 0        | 1 (1995) |
| XV de Araruama     | Araruama                      | 0        | 0        | 0        | 1 (1996) |
| São João de Meriti | São João de Meriti            | 0        | 0        | 0        | 1 (1998) |
| Taquaral           | Maricá                        | 0        | 0        | 0        | 1 (2000) |
| 7 de Abril         | Rio de Janeiro                | 0        | 0        | 0        | 1 (2017) |
| Teresópolis        | Teresópolis                   | 0        | 0        | 0        | 1 (2019) |
| Rio de Janeiro     | Rio de Janeiro                | 0        | 0        | 0        | 1 (2022) |
| Zinzane            | Rio de Janeiro                | 0        | 0        | 0        | 1 (2023) |
| Carapebus          | Carapebus                     | 0        | 0        | 0        | 1 (2024) |

### Por cidade
| Cidade                        | Títulos | Vices | 3.º lugar | 4.º lugar |
| ----------------------------- | ------- | ----- | --------- | --------- |
| Rio de Janeiro                | 5       | 4     | 4         | 6         |
| Niterói                       | 1       | 1     | 2         | 0         |
| São Gonçalo                   | 1       | 1     | 0         | 1         |
| Magé                          | 1       | 0     | 1         | 0         |
| Casimiro de Abreu             | 1       | 0     | 1         | 0         |
| Paty do Alferes               | 1       | 0     | 0         | 0         |
| Angra dos Reis                | 1       | 0     | 0         | 0         |
| Cardoso Moreira               | 1       | 0     | 0         | 0         |
| Santo Antônio de Pádua        | 1       | 0     | 0         | 0         |
| Belford Roxo                  | 0       | 2     | 1         | 0         |
| Campos dos Goytacazes         | 0       | 2     | 0         | 0         |
| São João de Meriti            | 0       | 1     | 0         | 1         |
| Araruama                      | 0       | 1     | 0         | 1         |
| Itaboraí                      | 0       | 1     | 0         | 0         |
| Armação dos Búzios            | 0       | 0     | 1         | 0         |
| Cachoeiras de Macacu          | 0       | 0     | 1         | 0         |
| São José do Vale do Rio Preto | 0       | 0     | 1         | 0         |
| Santa Maria Madalena          | 0       | 0     | 1         | 0         |
| Carapebus                     | 0       | 0     | 0         | 1         |
| Maricá                        | 0       | 0     | 0         | 1         |
| Paracambi                     | 0       | 0     | 0         | 1         |
| Teresópolis                   | 0       | 0     | 0         | 1         |

## Participações de campeões da série A1
Em negrito, os clubes participantes da edição atual (2024).
| Clube         | Participações |
| ------------- | ------------- |
| São Cristovão | 1             |